# Ravalpindi
Ravalpindi (urdujsko راولپنڈی‎, latinizirano: Rāwalpinḍī) je tretje največje mesto v pakistanski provinci Pandžab. Je komercialno in metropolitansko mesto, ki je četrto najbolj naseljeno mesto v Pakistanu. Je blizu reke Soan v severozahodnem Pandžabu in je tretje največje pandžabsko govoreče mesto na svetu. Ravalpindi leži v bližini pakistanske prestolnice Islamabad in obe sta skupaj znani kot pobrateni mesti zaradi socialnih in gospodarskih povezav med njima. Pred ustanovitvijo Islamabada je bil Ravalpindi glavno mesto države od leta 1959 do 1967.
Ravalpindi, ki leži na planoti Potohar v severnem Pandžabu, je bil majhno malo pomembno mesto do 18. stoletja. Regija je znana po svoji starodavni dediščini, na primer sosednje mesto Taxila, ki je na Unescovem seznamu svetovne dediščine. Leta 1765 so bili vladajoči Gakharji poraženi in mesto je prišlo pod Sukerčakia Misl. V obdobju Sikhov je Ravalpindi iz majhnega regionalnega mesta postal pomembno mesto v zvezi s trgovino in njegovo strateško lego v Pandžabu. Mestna soseska Babu Mohala je bila nekoč dom skupnosti judovskih trgovcev, ki so v 1830-ih pobegnili iz Mašhada v Perziji.
Pandžab je leta 1849 po drugi anglo-sikhski vojni osvojila Britanska vzhodnoindijska družba, v poznem 19. stoletju pa je Ravalpindi postal največje garnizijsko mesto severnega poveljstva britanske indijske vojske, saj je njegovo podnebje ustrezalo britanskim oblastem. Mesto je bilo ustanovljeno kot sedež divizije Ravalpindi Britanskega Pandžaba, kar je status Ravalpindija dvignilo v eno največjih metropolitanskih središč v kolonialnem Pandžabu. Po razdelitvi Britanske Indije leta 1947 je mesto postalo dom poveljstva pakistanske vojske.
Leta 1951 je prišlo do zarote v Ravalpindiju, v kateri so se levičarski vojaški častniki zarotili, da bi odstavili prvega izvoljenega pakistanskega premierja Liaquata Alija Kana. Ravalpindi je kasneje postal kraj atentata na Liaquat Ali Kana. 27. decembra 2007 je bil to kraj atentata na nekdanjo premierko Benazir Buto.
Gradnja nove namensko zgrajene pakistanske nacionalne prestolnice Islamabad leta 1961 je privedla do večjih naložb v mesto, ki so jih zagotovili IMF in lokalne banke, kot tudi kratek čas kot glavno mesto države pred dokončanjem Islamabada. Sodobni Ravalpindi je družbeno in gospodarsko prepleten z Islamabadom in širšim metropolitanskim območjem. Mesto je tudi dom številnih primestnih stanovanjskih naselij, ki služijo kot spalnice za delavce v Islamabadu. Kot dom poveljstva pakistanske vojske in baze PAF Nur Kan ter s povezavami z avtocestama M-1 in M-2 je Ravalpindi pomembno logistično in transportno središče za severni Pakistan. Mesto je tudi dom zgodovinskih havelijev in templjev ter služi kot središče za turiste, ki obiščejo trdnjavo Rohtas, Azad Kašmir, Taxilo in Gilgit-Baltistan.

## Etimologija
Izvor imena morda izhaja iz pandžabskih besed rāval (راول), ki pomeni 'jezero' in pinḍ (پِنڈ), ki pomeni 'vas'. Kombinacija obeh besed tako pomeni 'vas ob jezeru'.
Druga razlaga je, da Ravalpindi dobesedno pomeni 'vas Ravalcev', saj je na mestu stare vasi, v kateri so živeli Ravalci, skupina jogijev (asketov). Nekatera poročila nakazujejo, da je na to območje prispela skupina jogijev s svojim vodjo, glavnim jogijem po imenu 'Raval', in se tu naselila s svojimi privrženci.

## Zgodovina

### Izvori
Regija okoli Ravalpindija je bila naseljena že tisoče let. Ravwalpindi spada v starodavne meje Gandare in je tako v regiji s številnimi budističnimi ruševinami. V regiji severozahodno od Ravalpindija so našli sledi vsaj 55 stup, 28 budističnih samostanov, 9 templjev in različnih artefaktov v pisavi Kharošthi.
Na jugovzhodu so ruševine stupe Mankiala – stupe iz drugega stoletja, kjer je po zgodbah Jataka prejšnja inkarnacija Bude skočila s pečine, da bi svoje truplo ponudila sedmim lačnim tigrom. Bližnje mesto Taxila naj bi bilo dom ene od zgodnjih univerz ali izobraževalnih središč Južne Azije. Sir Alexander Cunningham je identificiral ruševine na mestu kantona Ravalpindi kot starodavno mesto Gandžipur (ali Gadžnipur), glavno mesto plemena Bhati v obdobjih pred krščansko dobo.

### Srednji vek
Prva omemba najzgodnejše naselbine Ravalpindija sega v čas, ko je Mahmud iz Ghaznija uničil Ravalpindi in je mesto v začetku 11. stoletja obnovil poglavar Gakhar Kai Gohar. Mesto je po mongolskih vpadih v 14. stoletju ponovno propadlo. Naselbina, ki leži vzdolž invazijske poti, ni uspevala in je ostala zapuščena do leta 1493, ko je Džhanda Kan Gakhar ponovno vzpostavil uničeno mesto in ga poimenoval Raval.

### Mogulsko obdobje
Med mogulsko dobo je Ravalpindi ostal pod oblastjo klana Ghakhar, ki je nato obljubil zvestobo Mogulskemu cesarstvu. Mesto je bilo razvito kot pomembna postojanka za varovanje meja Mogulskega cesarstva. Gakharji so v 16. stoletju utrdil bližnji karavanseraj in ga preoblikoval v trdnjavo Ravat, da bi obranil planoto Potohar pred silami Šer Šah Surija. Gradnja utrdbe Attock leta 1581, potem ko je Akbar vodil kampanjo proti svojemu bratu Mirzi Mohamedu Hakimu, s čimer je dodatno zavaroval okolico Ravalpindija. Decembra 1585 je cesar Akbar prispel v Ravalpindi in ostal v njem in njegovi okolici 13 let, ko je razširil meje cesarstva, v dobi, ki je bila opisana kot »veličastno obdobje« v njegovi karieri kot cesarja.
Z začetkom kaosa in rivalstva med poglavarji Gakharja po smrti Kamal Kana leta 1559 je mogulski cesar Ravalpindi podelil Said Kanu. Cesar Džehangir je leta 1622 obiskal kraljevo taborišče v Ravalpindiju, kjer je prvič izvedel za načrt perzijskega šaha Abasa I., da napade Kandahar.

### Sikh misl
Pomen Ravalpindija je upadal, ko je mogulska moč upadala, dokler mesta sredi 1760-ih niso zavzeli Sikhi pod vodstvom Sardarja Gudžarja Singha in njegovega sina Sahiba Singha od Mukarab Kana. Mestna uprava je bila predana Sardarju Milkhi Singhu, ki je nato leta 1766 povabil trgovce iz sosednjih trgovskih središč Džhelum in Šahpur, da se naselijo na tem ozemlju. Mesto je nato začelo napredovati, čeprav je bilo leta 1770 ocenjeno, da je prebivalstvo le okoli 300 družin. Ravalpindi je za nekaj časa postal zatočišče šaha Šuje, izgnanega afganistanskega kralja in njegovega brata šaha Zamana v začetku 19. stoletja.

### Imperij Sikhov
Sikhski vladar maharadža Randžit Singh je dovolil sinu Sardarja Milkha Singhu, da ostane guverner Ravalpindija, potem ko je Randžit Singh zasedel okrožje leta 1810. Oblast Sikhov nad Ravalpindijem je bila utrjena s porazom Afganistancev pri Haidaranu julija 1813. Sikhski vladarji so se povezali z nekaterimi lokalnimi plemeni Gakhar in skupaj porazili Sjeda Ahmada Barelvija pri Akora Khataku leta 1827 in ponovno leta 1831 v Balakotu. Judje so prvič prispeli v sosesko Babu Mohalah v Ravalpindiju iz Mašhada v Perziji leta 1839, da bi pobegnili pred protijudovskimi zakoni, ki jih je uvedla rodbina Kadžar. Leta 1841 je bil Divan Kišan Kaur imenovan za sardarja Ravalpindija.
14. marca 1849 sta se Sardar Čattar Singh in Radža Šer Singh iz imperija Sikhov predala generalu Gilbertu blizu Ravalpindija in mesto prepustila Britancem. Imperij Sikhov se je nato končal 29. marca 1849.

### Britanska Indija
Potem ko je Britanska vzhodnoindijska družba zavzela Ravalpindi, se je 53. polk četne vojske nastanil v novo zavzetem mestu. Odločitev o stalnem vojaškem kantonu v mestu je leta 1851 sprejel markiz Dalhousie.
V zgodnjih 1850-ih je mesto dobilo svoj prvi telegraf. Mestna garnizijska cerkev je bila zgrajena kmalu zatem leta 1854 in je kraj, kjer je bil Robert Milman, škof iz Kalkute, pokopan po njegovi smrti v Ravalpindiju leta 1876. Po popisu leta 1855 je bilo v mestu 15.913 ljudi. Med sepojskim uporom leta 1857 sta plemeni Gakhars in Džandžua na tem območju ostala zvesta Britancem. Med britanskim obdobjem so bile zgrajene številne civilne in vojaške stavbe, občina Ravalpindi pa je bila ustanovljena leta 1867, medtem ko je prebivalstvo mesta po popisu iz leta 1868 znašalo 19.228, še 9358 ljudi pa je živelo v mestnem kantonu.
Mesto je bilo povezano tudi z železnicami, ki so nudile povezavo z Indijo in severozahodno mejo v Pešavarju v 1880-ih. Komisarski parni mlini za moko so bili prvi takšni mlini v Pandžabu in so zadovoljevali večino potreb britanskih kantonov. Kanton Ravalpindi je služil kot povezava z drugimi kantoni po vsej regiji.
Ravalpindi je cvetel kot komercialno središče, čeprav je mesto v britanski dobi večinoma ostalo brez industrijske baze. Velik del zunanje trgovine Kašmirja je potekal skozi mesto; leta 1885 je skozi mesto šlo 14 % kašmirskega izvoza in 27 % uvoza. Veliko tržnico je leta 1883 v središču Ravalpindija odprl sardar Sudžan Singh, medtem ko so Britanci nadalje razvijali nakupovalno četrt za mestno elito, znano kot Sadar, z obokom, zgrajenim v spomin na brigadnega generala Masseyja.
Kanton Ravalpindi je postal glavno središče vojaške moči Britanske Indije, potem ko je bil leta 1883 ustanovljen arzenal. Britanska vojska je mesto iz majhnega mesta do leta 1921 povzdignila v tretje največje mesto v Pandžabu. Leta 1868 je v mestnem kantonu živelo 9358 prebivalcev – do leta 1891 se je število povzpelo na 37.870. Leta 1891 je bilo v mestu brez kantona 34.153 prebivalcev. Mesto je zaradi ugodnega podnebja in bližnje hribovske postaje Murree veljalo za priljubljeno prvo mesto za na novo prispele vojake iz Anglije.
Leta 1901 je Ravalpindi postal zimski štab severnega poveljstva in vojaške divizije Ravalpindi. Leta 1905 so izbruhnili nemiri proti britanski vladavini po lakoti v Pandžabu, za katero so kmetje verjeli, da gre za namerno dejanje.
Med prvo svetovno vojno je okrožje Ravalpindi »stalo na prvem mestu« med okrožji pri novačenju za britanske vojne napore, z večjo finančno pomočjo britanske vlade, ki je bila v zameno usmerjena v območje.
Do leta 1921 je Ravalpindijev kanton zasenčil mesto – Ravalpindi je bil eno od sedmih mest Pandžaba, v katerih je več kot polovica prebivalstva živela v kantonskem okrožju. Leta 1926 so med skupnostjo sikhov in muslimanov v Ravalpindiju izbruhnili komunalni nemiri, potem ko sikhi niso hoteli utišati glasbe s procesije, ki je šla pred mošejo.
HMS Ravalpindi je kot čezoceansko ladjo leta 1925 splovilo Harland and Wolff, isto podjetje, ki je zgradilo RMS ''Titanic''. Ladja je bila spremenjena v oboroženo plovilo in je bila potopljena oktobra 1939. Znanstveniki iz Porton Downa so izvajali teste strupenih plinov na vojakih britanske indijske vojske med eksperimenti v Ravalpindiju v teku več kot desetletja z začetkom v 1930-ih.

### Delitev
5. marca 1947 so se člani hindujske in sikhske skupnosti v Ravalpindiju udeležili procesije proti ustanovitvi muslimanskega ministrstva v vladi Pandžaba. Policisti so streljali na protestnike, medtem ko so se hindujci in sikhi borili proti šibkejšim muslimanskim protiprotestnikom. Prvi delitveni nemiri na tem območju so izbruhnili naslednji dan, 6. marca 1947, ko so mestni muslimani, jezni zaradi dejanj hindujcev in sikhov ter spodbujani s strani Pira iz Golra Šarifa, vdrli v bližnje vasi, potem ko tega v mestu niso mogli storiti zaradi težko oboroženih Sikhov iz Ravalpindija.
Ob zori pakistanske neodvisnosti leta 1947 po uspehu pakistanskega gibanja je bilo v Ravalpindiju 43,79 % muslimanov, medtem ko je bilo celotno okrožje Ravalpindi 80 % muslimanov. Regija je bila zaradi velike muslimanske večine tako dodeljena Pakistanu. Hindujsko in sikhsko prebivalstvo Ravalpindija, ki je predstavljalo 33,72 % in 17,32 % mesta, se je po protihindujskih in antisikhskih pogromih v zahodnem Pandžabu množično preselilo v novo neodvisno dominijo Indije, medtem ko so muslimanski begunci iz Indije naselil v mestu po protimuslimanskih pogromih v vzhodnem in severnem Pandžabu v Indiji.

## Geografija
Ravalpindi ima vlažno subtropsko podnebje (Köppen: Cwa) z vročimi in mokrimi poletji ter hladnejšimi in bolj suhimi zimami. Ravalpindi in njegovo pobrateno mesto Islamabad med letom doživita povprečno 91 neviht, kar je najvišja pogostost med vsemi ravninskimi višinskimi mesti v državi. Poleti so pogosti močni viharji, med katerimi je pakistanska meteorološka služba poročala, da so sunki vetra dosegli hitrost 176 km/h (109 mph). V takšnih nevihtah z grmenjem/vetrom, kar povzroči nekaj škode na infrastrukturi. Vreme je zelo spremenljivo zaradi bližine mesta vznožju Himalaje.
Povprečna letna količina padavin je 1254,8 mm, večina pade v poletni monsunski sezoni. Vendar pa zahodne motnje prinašajo tudi precejšnje količine padavin pozimi. Poleti je rekordna najvišja temperatura narasla na 47,7 °C, zabeležena junija 1954, medtem ko je večkrat padla na najnižjo vrednost –3,9 °C, čeprav je bila nazadnje leta januarja 1967.

### Mestna pokrajina
Družbene strukture v zgodovinskem jedru Ravalpindija se osredotočajo na soseske, od katerih je vsaka znana kot Mohala. Vsako sosesko oskrbujeta bližnji bazar (tržnica) in mošeja, ki služita kot prostor, kjer se ljudje lahko zbirajo za trgovino in proizvodnjo. Vsaka Mohala ima ozke hodnike (ulice) in združevanje hiš okoli kratkih ulic in slepih ulic daje prebivalcem vsake soseske občutek zasebnosti in varnosti. Glavna križišča v soseski so omenjena kot čovk.
Ravalpindi je razmeroma novo mesto v nasprotju s pakistanskimi tisočletji starimi mesti, kot so Lahore, Multan in Pešavar. Južno od zgodovinskega jedra Ravalpindija in čez reko Lai Nula so široke steze kantona Ravalpindi. Z drevoredi in zgodovinsko arhitekturo je bil kanton glavno evropsko območje, razvito med britansko kolonialno vladavino. Britanski kolonialisti so južno od zgodovinskega jedra zgradili tudi bazar Sadar, ki je služil kot trgovsko središče, namenjeno Evropejcem v mestu. Onkraj kantona so velika primestna stanovanjska naselja, ki služijo kot spalnice za prebivalce Islamabada, ki se vozijo na delo.
- Favara Čovk leta 1940
- Favara Čovk leta 2021
- College Road slovi po elektronskih trgih
- Haveli sudžan Singh Ravalpindi
- Poonch House Ravalpindi
- Križišče Faizabad
- Bahria Town je zasebni stanovanjski načrt v Ravalpindiju

### Upravna delitev
Mestno okrožje Ravalpindi je razdeljeno na eno občinsko korporacijo, dva kantonska odbora in sedem tehsilov:
- Mestna korporacija Ravalpindi mestoy
- Kanton Ravalpindi, Ravalpindi Cant
- Kanton Čaklala, Čaklala Cant

Tehsili so: Taxila, Ravalpindi, Gudžar Kan, Kalar Sjedan, Kahuta, Kotli Satian in Murre.